# Matthew Bible

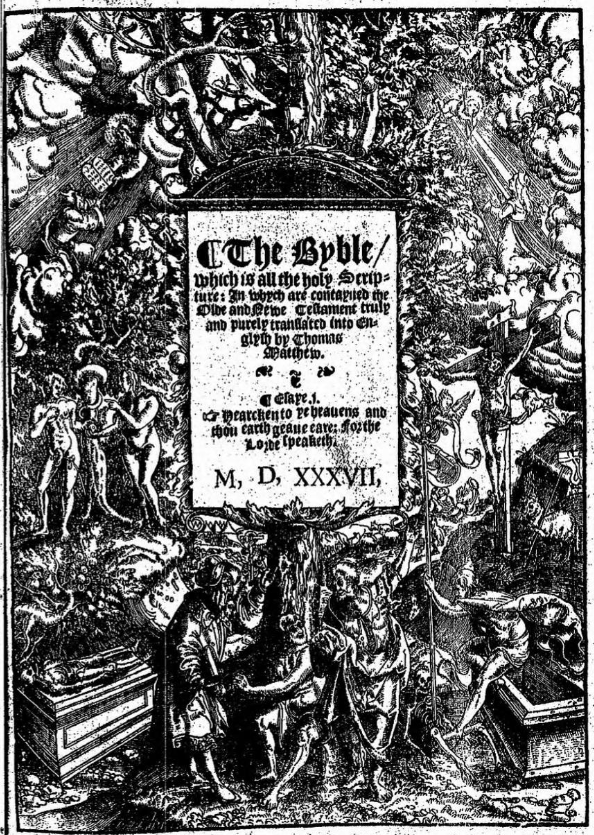
Capa de Mathew's Bible publicada em 1537

A Matthew Bible, também conhecida como Matthew's Version, foi uma tradução da Bíblia para o inglês publicada pela primeira vez em 1537 por John Rogers, sob o pseudônimo de "Thomas Matthew". Combinou o Novo Testamento de William Tyndale, e muito do Antigo Testamento quanto ele conseguiu traduzir antes de ser capturado e morto. As traduções de Myles Coverdale de fontes alemãs e latinas completaram o Antigo Testamento e os livros apócrifos, exceto a Oração de Manassés. É, portanto, um elo vital na sequência principal das traduções da Bíblia inglesa.